# Dik Wessels
Dirk (Dik) Wessels (Rijssen, 2 april 1946 – 21 november 2017) was een Nederlands ondernemer.

## Biografie

### Ondernemerschap
Dik Wessels trad begin jaren 1960 als timmerman in dienst van bouwbedrijf Wessels, het bedrijf dat zijn vader Arend Wessels in 1933 was gestart en in 1960 inclusief vader en zoon uit vier medewerkers bestond. In 1968 nam hij het bedrijf van zijn vader over. Samen met zijn broer Herman Wessels, die in 1974 bij het bedrijf in dienst trad, bouwde hij de onderneming uit tot ongeveer 1250 medewerkers in 1990.
In 1990 fuseerde Bouwbedrijf Wessels met IBB-Kondor tot Kondor Wessels. Deze fuseerde vervolgens in 1997 met Koninklijke Volker Stevin tot Koninklijke Volker Wessels Stevin (vanaf 2002 bekend onder de handelsnaam VolkerWessels), een multinational met 120 werkmaatschappijen en 16.000 personeelsleden. Het geld dat Wessels verdiende, werd gestoken in de in 1991 door hem opgerichte investeringsmaatschappij Reggeborgh. Vanuit Reggeborgh werd onder meer geïnvesteerd in World Online. De verkoop van deze aandelen bij de beursgang in 2000 leverde Wessels honderden miljoenen euro's op. Vanuit Reggeborgh ontstond in 2005 glasvezelbedrijf Reggefiber.
Wessels gebruikte zijn kapitaal om in 2003 VolkerWessels van de beurs te halen. In 2017 kreeg het bedrijf opnieuw een notering, wat een veelvoud aan opbrengst opleverde ten opzichte van de kosten uit 2003. Met een geschat vermogen van ongeveer vier miljard euro was Wessels eind 2017 volgens de Quote 500 de derde rijkste persoon van Nederland.

### FC Twente
Wessels was als geldschieter op de achtergrond betrokken bij de Enschedese voetbalclub FC Twente. Zijn broer en mededirecteur bij VolkerWessels Herman Wessels was tussen 1999 en 2004 voorzitter van de club. In deze periode werd door de gebroeders Wessels het geld kwijtgescholden dat ze eerder in een fonds voor aankoop van spelers hadden gestopt. 
Bij de financiële crisis in 2016 nam Wessels het voortouw om met een groep ondernemers uit het Twentse bedrijfsleven de club een cruciale borgstelling te verstrekken, waardoor FC Twente niet failliet ging. Hij bleef vervolgens nadrukkelijk betrokken en gold als raadgever voor het bestuur en de operationele leiding.

### Overlijden
Dik Wessels overleed in november 2017 op 71-jarige leeftijd. Enkele dagen voor zijn overlijden werd hij in een ziekenhuis opgenomen met hartproblemen. Hij werd begraven op de gemeentelijke begraafplaats Het Lentfert in Rijssen.

## Onderscheidingen
Wessels werd in 1999 benoemd tot Officier in de Orde van Oranje-Nassau. Hij was ereburger van de gemeente Rijssen-Holten. Wessels was een geboren en getogen Rijssenaar en woonde op latere leeftijd in Holten.